# Umjetno disanje
Umjetno disanje je tehnika pružanja prve pomoći. Postoje metode usta na usta, usta na nos ili usta na nos i usta kod djece. 

## Metoda usta na usta
Metodu usta na usta izvodimo tako da prvo zabacimo glavu i podignemo bradu bolesnika kako bi oslobodili dišni put, potom kažiprstom i palcem ruke, koja se nalazi na čelu stisnemo nosnice bolesnika, nakon dubokog udaha priljubimo svoje usnice oko usta bolesnika i upušemo mu zrak tijekom 1 sekunde, te potom moramo dopustiti pasivan izdisaj iz pluća bolesnika. Dostatnost ventilacije procjenjujemo promatranjem podizanja prsnog koša prilikom upuhivanja zraka i osjetom strujanja zraka prilikom izdisaja.
Ako umjetna ventilacija nije dobra, treba korigirati položaj glave bolesnika - jače ju zabaciti unatrag i jače podići bradu, a ako se ni tada ne postigne zadovoljavajuća ventilacija, treba pomisliti na strano tijelo u dišnim putevima i na njegovo uklanjanje ranije navedenim postupcima.

## Metoda usta na nos
Osoba koja pruža pomoć klekne kraj unesrećenoga, koji leži na leđima. Nastoji mu se osloboditi dišne puteve. Glava unesrećene osobe zabaci se prema dolje. Prstima jedne ruke podigne se brada i lagano se gura prema naprijed tako, da se nesrećeneome zatvore usta. Druga ruka je na čelu unesrećenoga, da mu se lagano zabaci glava. Osoba koja pruža pomoć udahne zrak i svojim usnama obuhvati nos unesrećenoga te upuše zrak u njegov nos. Udahne se zrak i postpak se ponavlja oko 12-15 puta u minuti u ritmu normalnoga disanja.

## Metode i oprema ekipa prve pomoći
Opremljene ekipe hitne pomoći prohodnost dišnog puta i umjetno disanje izvode pomoću odgovarajuće opreme. Tako u ALS postupcima za održavanje prohodnosti dišnog puta koristimo orofaringealni i nazofaringealni tubus, masku sa samoširećim balonom, endotrahealni tubus, laringealnu masku i ezofagotrahealni combitube. U iznimno hitnim stanjima kada ovim pomagalima nije moguće osigurati dišni put prohodnim izvodi se konikotomija i urgentna traheotomija. Ipak zlatni standard za održavanje prohodnosti dišnog puta i umjetno disanje je direktno uvođenje tubusa u traheju, tj. endotrahealna intubacija (uz ili bez izvođenja Sellickovog manevra) koju uvježbane ekipe moraju dobro poznavati, a umjetno disanje se izvodi 10 puta u minuti i ne mora se prekidati za vrijeme izvođenja vanjske masaže srca. 
Umjetno disanje se izvodi ili pomoću samoširećeg balona ili korištenjem respiratora. Prednost samoširećeg balona i respiratora u odnosu na usta spasioca je što bolesniku možemo dostaviti povećanu koncentraciju kisika, u odnosu na 16 % kisika u izdahnutom zraku spasioca.

## Povijest
Grčki liječnik Galen možda je bio prvi koji je opisao umjetnu ventilaciju: "Ako uzmete mrtvu životinju i kroz trsku ispušete zrak kroz grkljan, ispunit ćete joj bronhije i gledati kako pluća postižu najveće rastezanje." I Vesalius opisuje ventilaciju umetanjem trske ili trske u dušnik životinja.
1773. engleski liječnik William Hawes (1736-1808) počeo je objavljivati moć umjetne ventilacije za oživljavanje ljudi za koje se činilo da su se površno utopili. Godinu dana je iz svog džepa plaćao nagradu svakome tko mu je donio tijelo spašeno iz vode u razumnom roku nakon uranjanja. Thomas Cogan, još jedan engleski liječnik, koji se za istu temu zainteresirao tijekom boravka u Amsterdamu, gdje je 1767. osnovano društvo za očuvanje života od nesreća u vodi, pridružio se Hawesu u njegovom križarskom pohodu. U ljeto 1774. Hawes i Cogan doveli su po petnaest prijatelja na sastanak u kavanu Chapter u crkvenom dvorištu sv. Pavla, gdje su osnovali Kraljevsko humano društvo kao kampanju za pružanje prve pomoći i oživljavanje. Neke su metode i oprema bile slične današnjim metodama, poput drvenih cijevi koje se koriste u nosnicama žrtava za ispuhavanje zraka u pluća. Drugi, mijehovi s fleksibilnom cijevi za upuhivanje duhanskog dima kroz anus kako bi oživjeli tragove života u crijevima žrtve, prekinuti su s eventualnim daljnjim razumijevanjem disanja.
Radovi engleskog liječnika i fiziologa Marshalla Halla iz 1856. preporučuju da se ne koristi bilo koja vrsta mijeha/ventilacija s pozitivnim tlakom, stavovi koji su vladali nekoliko desetljeća. Uobičajena metoda vanjske ručne manipulacije, uvedena 1858., bila je "Silvesterova metoda" koju je izumio dr. Henry Robert Silvester u kojoj se pacijent polaže na leđa, a ruke mu se podižu iznad glave kako bi se olakšalo udisanje, a zatim se pritisnu uz prsima za pomoć pri izdisaju. Još jednu ručnu tehniku, metodu "sklonog pritiska", uveo je Sir Edward Sharpey Schafer 1903. godine. Ona je uključivala stavljanje pacijenta na trbuh i pritisak na donji dio rebara. Bila je to standardna metoda umjetnog disanja koja se desetljećima učila u Crvenom križu i sličnim priručnicima prve pomoći, sve dok reanimacija usta na usta nije postala omiljena tehnika sredinom stoljeća.
Nedostaci ručne manipulacije naveli su liječnike 1880 -ih da dođu do poboljšanih metoda mehaničke ventilacije, uključujući "Fell metodu" ili "Fell Motor" dr. Georgea Edwarda Fella, koja se sastoji od mijeha i ventila za disanje za prolazak zraka kroz traheotomiju i njegova suradnja s dr. Josephom O'Dwyerom u izumu aparata Fell-O'Dwyer, mijeha i instrumenata za umetanje i vađenje cijevi niz dušnik pacijenata. Takve su se metode još uvijek smatrale štetnim i nisu usvajane dugi niz godina.
Opskrba mehaničkom ventilacijom postala je 2020. središnje pitanje službenika javnog zdravstva zbog nestašice povezane s pandemijom koronavirusa 2019. – 20.